# Somalische shilling
De shilling is de munteenheid van Somalië. Eén shilling is honderd centesimi.
Het papiergeld is beschikbaar in 5, 10, 20, 50, 100, 500 en 1000 shilling. (Ter vergelijking: het biljet met de grootste waarde (1000 shilling) is slechts 1,51 euro waard).